# Métropole orthodoxe grecque du Cameroun
La métropole orthodoxe grecque du Cameroun est un diocèse orthodoxe relevant du Patriarcat d'Alexandrie.
Son siège est à Yaoundé, capitale du Cameroun et sa juridiction comprend le Cameroun, le Tchad, la République centrafricaine, la Guinée équatoriale et Sao Tomé-et-Principe.
Le titre de « Métropolitain du Cameroun, Son Éminence et Exarque de l'Afrique Centrale » est détenu par Grigorios Stergiou depuis 2004.

## Histoire
L’apparition de l’orthodoxie en Afrique de l’Ouest est liée à l’arrivée d’immigrants grecs à la fin du XIXe siècle et au début du XXe siècle. Dans les années 1920, après la « Grande Catastrophe », le nombre de communautés grecques en Afrique centrale a grandement augmenté. En 1951, les autorités coloniales françaises reconnaissent officiellement la présence de la Mission grecque orthodoxe du Cameroun dans la région. En 1951-1955, la cathédrale de l'Annonciation est construite à Yaoundé et, en 1953-1959, l'église des Apôtres Constantin et Hélène à Douala. En 1956, 4 paroisses grecques orthodoxes opéraient en Afrique de l’Ouest.

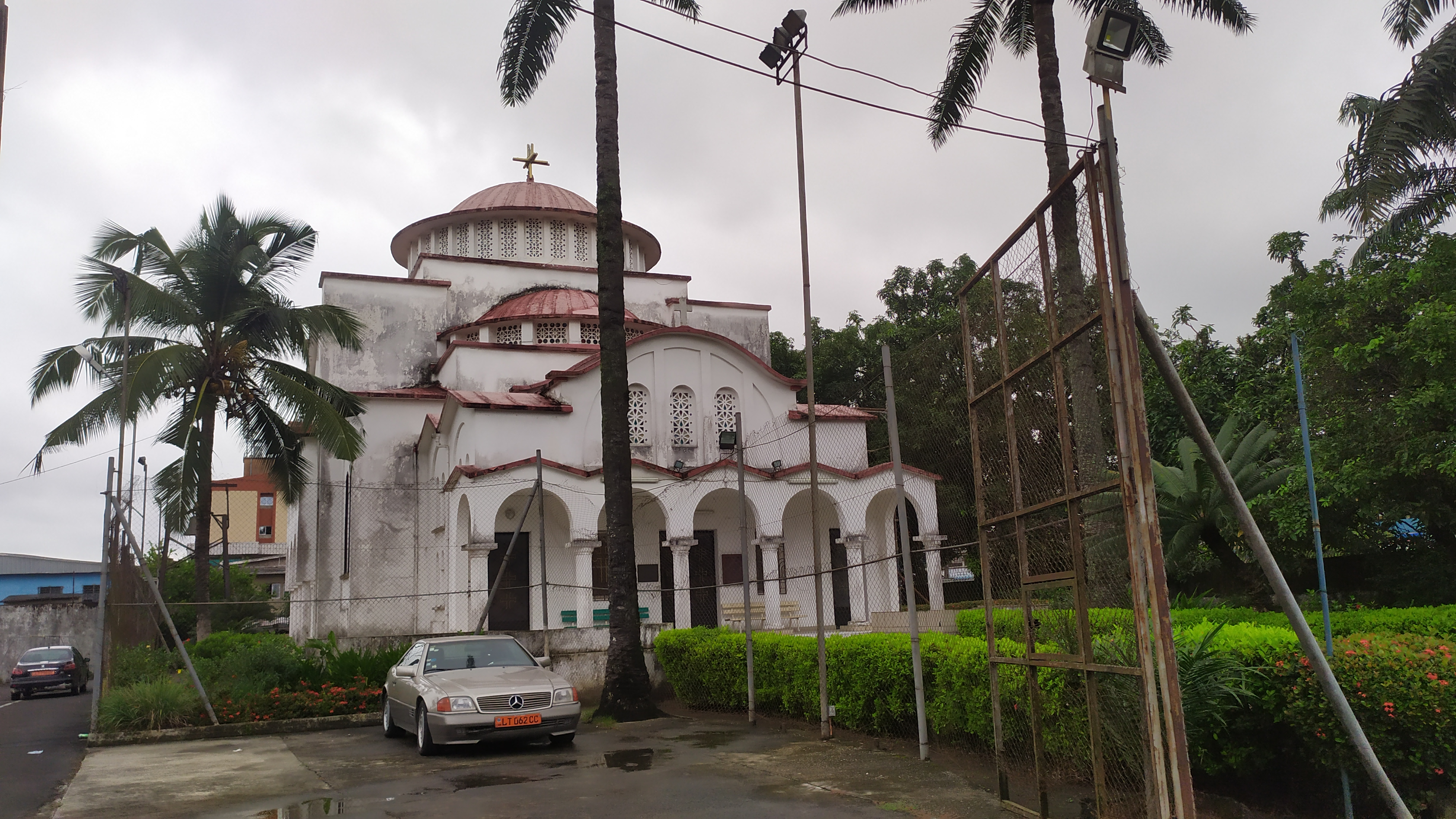
L'Église Orthodoxe Constantin et Hélène de Douala

Le 28 novembre 1958, lors d'une réunion du Saint-Synode du Patriarcat d'Alexandrie, la décision fut prise de créer la Métropole d'Accra et d'Afrique de l'Ouest ; et, le 23 janvier 1959, le Volume patriarcal et synodal correspondant[1] fut publié. En 1963, la métropole comptait 8 paroisses, desservies par 4 prêtres.
Depuis 1975, l’activité missionnaire orthodoxe auprès de la population locale s’est intensifiée en Afrique de l’Ouest. En 1980, la prédication a commencé dans le nord du Cameroun, là où les autres confessions chrétiennes n'étaient pas encore présentes. Les catéchistes rencontraient des difficultés en raison du grand nombre de dialectes locaux (environ 220).
Le 28 novembre 1994, le diocèse d'Accra est rebaptisé diocèse du Cameroun. A cette époque, il couvrait les États suivants : Cameroun, Sénégal, Gambie, Guinée, Guinée-Bissau, Sierra Leone, Libéria, Côte d'Ivoire Sierra Leone, Mali, Tchad, Burkina Faso, Ghana, Togo, Bénin, Niger, Nigéria central, Afrique centrale. République, Guinée équatoriale, ainsi que les îles du Cap-Vert et de Sao Tomé-et-Principe. À cette époque, il ouvre également une école pour orthodoxes africains francophones à Yaoundé.

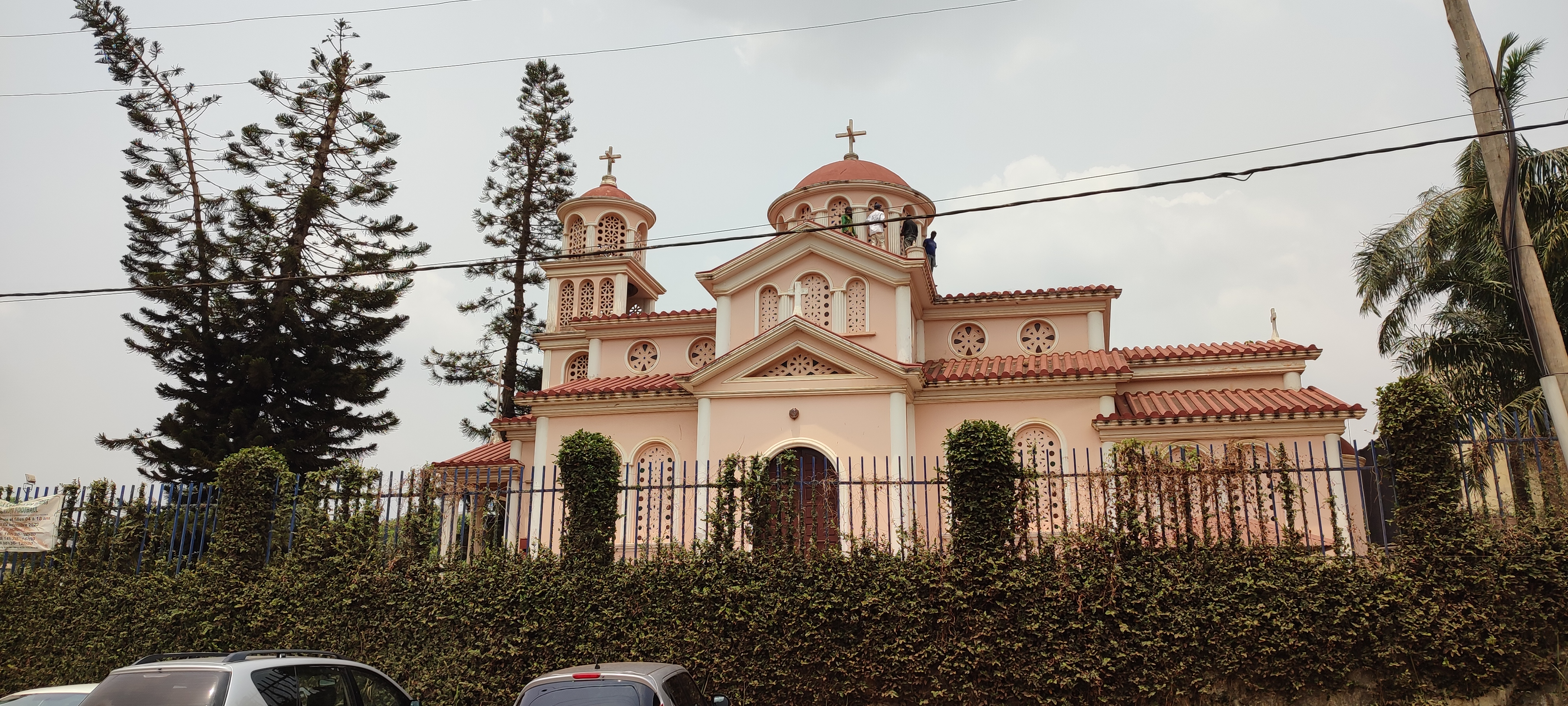
La Cathédrale de l'Annonciation à Yaoundé.

Le 23 septembre 1997, le diocèse du Nigeria et le diocèse du Ghana sont séparés du diocèse du Cameroun, tandis que la République du Congo est transférée sous la juridiction du diocèse de l'Afrique Centrale.
En 2007, des missionnaires orthodoxes ont procédé aux premiers baptêmes de résidents locaux en République centrafricaine et organisé des communautés ecclésiales.
Le 12 février 2009, le diocèse du Cameroun a été officiellement reconnu par les autorités du pays.

## La communauté religieuse actuellement
Au début des années 2010, la communauté orthodoxe du diocèse du Cameroun dépassait les 200 000. Le plus grand nombre d'entre eux se trouvent au nord du Cameroun et au sud du Tchad. Le Tchad, la République centrafricaine, la Guinée équatoriale, ainsi que São Tomé et Príncipe comptaient un petit nombre d'orthodoxes de l'ex-URSS, d'Europe de l'Est, de Grèce et du Liban. En 2024, le diocèse comprend 65 communautés, servies par 35 diacres et anciens, dont beaucoup sont autochtones.

## Sources
- « Ιερά Μητρόπολις Καμερούν », Πατριαρχείο Αλεξανδρείας (consulté le 10 mai 2024)